# Теремок (мультфильм, 1945)
«Теремок» — советский цветной (существует также чёрно-белая версия) рисованный мультипликационный фильм студии «Союзмультфильм». Мультфильм создан в 1945 году по мотивам пьесы Самуила Маршака, основанной на одноименной русской народной сказке, как ответ на разгром Германии в Великой Отечественной войне. Художественный руководитель фильма Александр Птушко, постановка Ольги Ходатаевой, режиссёр — Пётр Носов.

## Сюжет
Поселились в теремке лягушка — Квакушка, мышка — Норушка, петушок — Золотой Гребешок и ёжик — Ни Головы, Ни Ножек. Живут дружно и весело. Навели в теремке порядок, разукрасили ставни и огородили теремок высоким забором с крепкими воротами. Но не нравится лисе, волку и медведю, что в теремке петух, которого они хотят съесть. И решают они напасть с целью пообедать обитателями теремка (за главного медведь), тем более что они такие большие, а жители теремка — маленькие. Не пустили их в теремок, и тогда хищники попытались то хитростью, то напролом попасть за высокий забор. Но смелые и дружные обитатели теремка дают отпор захватчикам и прогоняют их прочь.

## Создатели
| художественный руководитель | Александр Птушко |
| режиссёр-постановщик        | Ольга Ходатаева |
| режиссёр                    | Пётр Носов |
| режиссёр-консультант        | Виктор Громов |
| сценарист                   | Самуил Маршак |
| художник-постановщик        | Пётр Носов |
| художники-мультипликаторы   | Роман Давыдов, Фаина Епифанова, Надежда Привалова, Елена Хлудова, Татьяна Федорова |
| оператор                    | Николай Воинов |
| композитор                  | Юрий Бирюков |
| звукооператор               | С. Ренский |
| художники-декораторы        | Вера Роджеро, Ольга Геммерлинг, В. Сутеева, Константин Малышев |
| роли озвучивали             | Владимир Попов — Ёжик, Клавдия Коренева — Лягушка, Юлия Юльская — Мышка, Владимир Лепко — Петушок, Тамара Беляева — Лиса, Федор Курихин — Волк, Анатолий Ржанов — Медведь (в титрах- П.Ржанов). |
| технический ассистент       | К. Апестина |
| шумовое оформление          | Владимир Попов |
| ассистент по монтажу        | А. Фирсова |

- Создатели приведены по титрам мультфильма.